# 딴따
딴따(Tanda)는 밀롱가에서 춤을 추는 시간이다. 대개 3~5곡으로 이루어져있는 한 세트의 음악이다. 보통의 경우, 탱고 딴따에서 4곡, 밀롱가 딴따에서 3곡, 발스 딴따에서 3곡의 음악이 재생된다.

## 같이 보기
- 탱고
- 꼬르띠나